# Biblis
Pour les articles homonymes, voir Biblis (homonymie).
Biblis est une commune de Hesse (Allemagne), située dans l'arrondissement de la Bergstraße, dans le district de Darmstadt.
Biblis est située à 21 km au nord de Mannheim, à 50 km au sud de Francfort et à proximité de Worms. La population actuelle est de 9 250 habitants environ.

## Histoire
Au haut Moyen Âge, pour fixer la frontière du Rhin après la victoire des Romains sur les Alamans, de nombreux édifices sont apparus parmi lesquels le « Burg Stein » près de Nordheim.
Biblis et Wattenheim sont mentionnés pour la première fois sur les registres en l'an 836. Par la suite, le roi « Ludwig der Deutsche » (« Louis l'Allemand ») a donné Biblis, Wattenheim et Zullestein en récompense à « Wernher », un fidèle vassal, en l'an 846.
Nordheim, qui appartenait aux évêques de Worms, est mentionné sur un acte d'une cour à Neuhausen près de Worms en 1129.
Konrad de Rüdesheim promis l'endroit 1370 avec l'approbation de l'archevêque de Mayence Gerlach à le chambellan de Worms.
La guerre de Trente Ans apporta ses misères à cette région qui a été le principal terrain d'action des armées étrangères. Elles y ont laissé dévastations et pauvreté. À ces désastres de la guerre vint s'ajouter en 1635 la peste qui a affecté une grande partie de la population.
Avec l'arrivée de Napoléon en 1803 à Darmstadt, les vieilles possessions épiscopales sont tombées, ce qui a concerné Biblis, Nordheim et Wattenheim.
On remarque une charrue particulière sur les armoiries, dans le sceau officiel et sur les drapeaux de la commune. Cet outillage ancien représente la longue lutte des habitants de Biblis avec le marais quand ils essayaient de rendre le terrain habitable avec cet outillage primitif. Dans ces armoiries le nénuphar symbolise le marais tandis que la charrue symbolise le travail de la terre.

## La centrale nucléaire
La centrale nucléaire de Biblis est implantée au bord du Rhin. Cette centrale comporte deux tranches nucléaires du type PWR, Biblis A et Biblis B, qui produisent au total 2 525 MWe. La première tranche a été ouverte en 1974, la seconde en 1976.
En 1976, quand elles ont été connectées au réseau, les deux tranches de Biblis représentaient la plus grande centrale nucléaire du monde.
La phase retirer nucléaire Biblis conduit dans un déficit budgétaire de € 3,5 millions.[pas clair]